# 平義線
平義線（ピョンイせん）は、朝鮮民主主義人民共和国平壌市中区域にある平壌駅から平安北道新義州市にある新義州青年駅までを結ぶ、朝鮮民主主義人民共和国鉄道省の鉄道路線である。

## 概要
日本統治時代には京義線として、京釜線と共に京城（現：ソウル）を起点とする朝鮮から満洲・中国方面への連絡を担う重要幹線と位置づけられていたが、軍事境界線を挟んで路線が分断されたことに伴い、北朝鮮側の路線を平壌駅を境として北側を平義線、同国の施政下においては南端となる開城までを平釜線（釜は釜山を指す）と改称し、現在に至っている。
平壌-北京・モスクワ間の国際列車も運行されており、外国人が利用できる唯一の路線であり、金日成・金正日専用列車も通る主要幹線の一つである。近年は状況が悪く最優等列車でも表定速度は時速30 - 40 km程度であり、日本統治時代より平壌-新義州間の所要時間が伸びている。
なお、京義線は第二次世界大戦末期に複線化工事が実施されていたが、朝鮮戦争で破壊された後はほぼ全線が単線での運行となっている。また北朝鮮では石油以外の資源が多く産出できることから、水力発電・火力発電（石炭）を用いて鉄道の電化が積極的に推し進められ、両線とも現在では直流3,000 Vにて電化がなされている。

### 路線データ
- 路線距離：平壌-新義州青年間 224 km（推定値）
- 駅数：31（両端駅を含む）
- 軌間：1,435 mm
- 電化区間：全線（直流3,000 V）
- 複線区間：平壌駅-間里駅、漁波駅-粛川駅、南新義州駅-新義州青年駅 35.1 km

なお塩州 - 南新義州間のルートは、朝鮮戦争後に日本統治時代の多獅島鉄道を買収した旧：楊市線ルート（龍川経由）に切り替えられ、それまでの白馬経由のルートは支線の白馬線となっている。そのほか、平壌市内でもルートの一部が変更され、日本統治時代より20.9 km短縮された。

## 沿革
- 1905年4月3日 - 京義線全線（京城-新義州間）開通。
- 1939年10月31日 - 多獅島鉄道株式会社により新義州-多獅島港間開通。[3]
- 1940年10月29日 - 同社により南市-龍川間開通。結果的には京義線のバイパスの形が出来た。[4]
- 1943年4月1日 - 南市-新義州間が朝鮮総督府鉄道所属楊市線となる。[5]
- 1943年10月16日 - 南新義州駅が京義線との乗り換え駅になって楊市線の区間は南市-南新義州間に変更される。[6]
- 1944年4月30日 - 寿亭駅、堂嶺駅を廃止。[7]
- 1948年9月9日以降 - 平壌-新義州間が平義線となる。
- 1954年6月3日 - 平壌-北京間を直通する国際列車の運行が開始される。
- 1964年 - 楊市線が平義線に組み込まれ、塩州-南新義州間の旧区間を白馬線として分離。
- 2004年4月22日 - 龍川駅付近で列車爆発事故が発生する。
- 2020年3月31日 - 新型コロナウイルス感染症（COVID-19）の流行を受けた防疫措置として、中国との間の国際列車などを運行停止[8]。

## 運行
2014年10月現在の、平義線平壌 - 新義州青年間の急行51・52列車の運行時刻は次の通りである。架線の電圧低下や停電などで実際には時刻通りに運行されないことも多いが、それでも国際列車の運行にはかなりの余裕時間が組み込んであるので、平壌発中国行きの国際列車の時刻が大幅に乱れることはあまりない。
| 52列車 | 52列車          | 52列車 | 駅名                   | 51列車 | 51列車          | 51列車 |
| 着     | 停車時間 （分） | 発     | 駅名                   | 着     | 停車時間 （分） | 発     |
| ------ | --------------- | ------ | ---------------------- | ------ | --------------- | ------ |
| 1110   | 128             | 1308   | 新義州青年(신의주청년) | 1521   | 112             | 1713   |
|        | レ              |        | 清江(청강)             | 1409   | 6               | 1415   |
| 1505   | 8               | 1513   | 定州青年(정주청년)     | 1309   | 7               | 1316   |
| 1745   | -               | -      | 平壌(평양)             | -      | -               | 1040   |

## 駅一覧
| 駅名                    | 駅名                    | 駅名                         | 駅間キロ (km) | 平壌 からの 累計キロ (km) | ソウル からの 累計キロ (km) | 接続路線                                                         | 所在地                              | 所在地                              | 所在地                              |
| 日本語                  | 朝鮮語 簡体字中国語     | 英語                         | 駅間キロ (km) | 平壌 からの 累計キロ (km) | ソウル からの 累計キロ (km) | 接続路線                                                         | 所在地                              | 所在地                              | 所在地                              |
| ----------------------- | ----------------------- | ---------------------------- | ------------- | ------------------------- | --------------------------- | ---------------------------------------------------------------- | ----------------------------------- | ----------------------------------- | ----------------------------------- |
| 平壌駅                  | 평양역                  | P'yŏngyang                   | 0.0           | 0.0                       | 261.0                       | 北朝鮮鉄道省：平釜線・平南線                                     | 朝鮮民主主義人民共和国              | 平壌直轄市                          | 中区域                              |
| 西平壌駅                | 서평양역                | Sŏp'yŏngyang                 | 4.7           | 4.7                       | 265.7                       |                                                                  | 朝鮮民主主義人民共和国              | 平壌直轄市                          | 西城区域                            |
| 西浦駅                  | 서포역                  | Sŏp'o                        | 6.4           | 11.1                      | 272.1                       | 北朝鮮鉄道省：龍城線                                             | 朝鮮民主主義人民共和国              | 平壌直轄市                          | 兄弟山区域                          |
| 間里駅                  | 간리역                  | Kalli                        | 8.0           | 19.1                      | 280.1                       | 北朝鮮鉄道省：平羅線・柴井線                                     | 朝鮮民主主義人民共和国              | 平壌直轄市                          | 兄弟山区域                          |
| 順安駅                  | 순안역                  | Sunan                        | 6.1           | 25.2                      | 286.2                       |                                                                  | 朝鮮民主主義人民共和国              | 平壌直轄市                          | 順安区域                            |
| 石巌駅                  | 석암역                  | Sŏgam                        | 8.3           | 33.5                      | 294.5                       |                                                                  | 朝鮮民主主義人民共和国              | 平壌直轄市                          | 順安区域                            |
| 漁波駅                  | 어파역                  | Ŏp'a                         | 7.6           | 41.1                      | 302.1                       |                                                                  | 朝鮮民主主義人民共和国              | 平安南道                            | 平原郡                              |
| 粛川駅                  | 숙천역                  | Sukch'ŏn                     | 10.8          | 51.9                      | 312.9                       |                                                                  | 朝鮮民主主義人民共和国              | 平安南道                            | 粛川郡                              |
| 文徳駅 (万城駅)         | 문덕역 (만성역)         | Mundŏk (Mansŏng)             | 10.3          | 62.2                      | 323.2                       | 北朝鮮鉄道省：安州炭鉱線                                         | 朝鮮民主主義人民共和国              | 平安南道                            | 文徳郡                              |
| 大橋駅                  | 대교역                  | Taegyo                       | 8.3           | 70.5                      | 331.5                       |                                                                  | 朝鮮民主主義人民共和国              | 平安南道                            | 安州市                              |
| 新安州青年駅 (新安州駅) | 신안주청년역 (신안주역) | Sinanju Ch'ŏngnyŏn (Sinanju) | 5.2           | 75.7                      | 336.7                       | 北朝鮮鉄道省：价川線                                             | 朝鮮民主主義人民共和国              | 平安南道                            | 安州市                              |
| 清川江駅                | 청천강역                | Ch'ŏngch'ŏn'gang             | 4.0           | 79.7                      | 340.7                       | 北朝鮮鉄道省：亀鳳山線                                           | 朝鮮民主主義人民共和国              | 平安北道                            | 博川郡                              |
| 孟中里駅                | 맹중리역                | Maengjung-ri                 | 2.0           | 81.7                      | 342.7                       | 北朝鮮鉄道省：博川線・南興線                                     | 朝鮮民主主義人民共和国              | 平安北道                            | 博川郡                              |
| 雲田駅 (嶺美駅)         | 운전역 (영미역)         | Unjŏn (Yŏngmi)               | 7.4           | 89.1                      | 350.1                       |                                                                  | 朝鮮民主主義人民共和国              | 平安北道                            | 雲田郡                              |
| 雲巌駅 (雲田駅)         | 운암역 (운전역)         | Unam (Unjŏn)                 | 13.0          | 102.1                     | 363.1                       |                                                                  | 朝鮮民主主義人民共和国              | 平安北道                            | 雲田郡                              |
| 古邑駅                  | 고읍역                  | Koŭp                         | 8.5           | 110.6                     | 371.6                       |                                                                  | 朝鮮民主主義人民共和国              | 平安北道                            | 定州市                              |
| 定州青年駅 (定州駅)     | 정주청년역 (정주역)     | Chŏngju Ch'ŏngnyŏn (Chŏngju) | 12.8          | 123.4                     | 384.4                       | 北朝鮮鉄道省：平北線                                             | 朝鮮民主主義人民共和国              | 平安北道                            | 定州市                              |
| 下端駅                  | 하단역                  | Hadan                        | 4.7           | 128.1                     | 389.1                       |                                                                  | 朝鮮民主主義人民共和国              | 平安北道                            | 定州市                              |
| 郭山駅                  | 곽산역                  | Kwaksan                      | 7.9           | 136.0                     | 397.0                       |                                                                  | 朝鮮民主主義人民共和国              | 平安北道                            | 郭山郡                              |
| 路下駅                  | 로하역                  | Roha                         | 11.6          | 147.6                     | 408.6                       |                                                                  | 朝鮮民主主義人民共和国              | 平安北道                            | 宣川郡                              |
| 宣川駅                  | 선천역                  | Sŏnch'ŏn                     | 9.3           | 156.9                     | 417.9                       |                                                                  | 朝鮮民主主義人民共和国              | 平安北道                            | 宣川郡                              |
| 清江駅 (東林駅)         | 청강역 (동림역)         | Ch'ŏnggang (Tongrim)         | 10.1          | 167.0                     | 428.0                       |                                                                  | 朝鮮民主主義人民共和国              | 平安北道                            | 東林郡                              |
| 東林駅 (車輦館駅)       | 동림역 (차련관역)       | Tongrim (Ch'aryŏngwan)       | 10.8          | 177.8                     | 438.8                       | 北朝鮮鉄道省：鉄山線                                             | 朝鮮民主主義人民共和国              | 平安北道                            | 東林郡                              |
| 塩州駅 (南市駅)         | 염주역 (남시역)         | Yŏmju (Namsi)                | 13.4          | 191.2                     | 452.2                       | 北朝鮮鉄道省：白馬線                                             | 朝鮮民主主義人民共和国              | 平安北道                            | 塩州郡                              |
| 塩州駅 (南市駅)         | 염주역 (남시역)         | Yŏmju (Namsi)                | 13.4          | 191.2                     | 塩州から 0.0                | 北朝鮮鉄道省：白馬線                                             | 朝鮮民主主義人民共和国              | 平安北道                            | 塩州郡                              |
| 内中駅                  | 내중역                  | Naejung                      | 7.7           | 198.9                     | 7.7                         |                                                                  | 朝鮮民主主義人民共和国              | 平安北道                            | 塩州郡                              |
| 龍州駅                  | 룡주역                  | Ryongju                      | 5.8           | 204.7                     | 13.5                        |                                                                  | 朝鮮民主主義人民共和国              | 平安北道                            | 龍川郡                              |
| 龍川駅 (楊市駅)         | 룡천역 (양시역)         | Ryongch'ŏn (Yangsi)          | 5.1           | 209.8                     | 18.6                        | 北朝鮮鉄道省：多獅島線                                           | 朝鮮民主主義人民共和国              | 平安北道                            | 龍川郡                              |
| 楽元駅                  | 락원역                  | Ragwŏn                       | 7.1           | 216.9                     | 25.7                        |                                                                  | 朝鮮民主主義人民共和国              | 平安北道                            | 新義州市                            |
| 南新義州駅              | 남신의주역              | Namsinŭiju                   | 3.0           | 219.9                     | 28.7                        | 北朝鮮鉄道省：白馬線・徳峴線                                     | 朝鮮民主主義人民共和国              | 平安北道                            | 新義州市                            |
| 南新義州駅              | 남신의주역              | Namsinŭiju                   | 3.0           | 219.9                     | ソウルから 491.8            | 北朝鮮鉄道省：白馬線・徳峴線                                     | 朝鮮民主主義人民共和国              | 平安北道                            | 新義州市                            |
| 新義州青年駅 (新義州駅) | 신의주청년역 (신의주역) | Sinŭiju Ch'ŏngnyŏn (Sinŭiju) | 5.2           | 225.1                     | 497.0                       | 北朝鮮鉄道省：江岸線                                             | 朝鮮民主主義人民共和国              | 平安北道                            | 新義州市                            |
| 中朝友誼橋              | 중조우의교              |                              |               |                           |                             |                                                                  |                                     |                                     |                                     |
| 丹東駅 (安東駅)         | 丹东站 (安东站)         | Dandong (Andong)             | 2.6           | 227.7                     | 499.6                       | 中国国家鉄路集団：瀋丹線・瀋大線・瀋丹旅客専用線・丹大都市間鉄道 | 中華人民共和国 遼寧省 丹東市 振興区 | 中華人民共和国 遼寧省 丹東市 振興区 | 中華人民共和国 遼寧省 丹東市 振興区 |

- 括弧内は旧駅名[9]。

### 廃駅
- 尼西駅（니서역） - 粛川駅と文徳駅との間に存在した。廃止当時は平安南道文徳郡に位置していた。
- 寿亭駅（수정역） - 平壌駅から195.5km地点[5]、塩州駅と内中駅との間に存在した。廃止当時は平安北道龍川郡に位置していた。
- 堂嶺駅（당령역） - 平壌駅から201.7km地点[5]、内中駅と龍州駅との間に存在した。廃止当時は平安北道龍川郡に位置していた。
- 立岩駅（립암역） - 平壌駅から213.1km地点[5]、龍川駅と楽元駅との間に存在した。廃止当時は平安北道龍川郡に位置していた。

## 参考資料
- 国分隼人『将軍様の鉄道 北朝鮮鉄道事情』新潮社、2007年1月20日。